# 岡比
岡比是一個美國粘土動畫系列，以由阿特·克洛基創建和塑造的名義上的綠色粘土人形角色為中心。該角色已成為兩部電視劇、一部電影和其他媒體的主題。自原始系列播出以來，岡比已成為定格粘土動畫的著名例子和文化偶像，產生了致敬、模仿和商品推銷。

## 概述
岡比在不同的環境和歷史時代跟隨他的冒險經歷。岡比的主要夥伴是波奇（Pokey），一隻會說話的橙紅色小馬。他的反派是方塊頭兄弟G和J（G and J Blockheads），這是一對對立的紅色人形人物，頭部呈立方體，一個在積木上帶有字母 G，另一個帶有字母 J。這兩個笨蛋的靈感來自於製造麻煩的《卡岑賈默的孩子》。其他角色包括派克（Prickle），一種能夠噴火的黃色恐龍，他有時將自己裝扮成偵探，戴著煙斗和獵鹿帽，就像福爾摩斯一樣；小藍（Goo），一個會吐藍色粘球又會飛的藍色美人魚，可以隨意改變形狀，基本上可以變成任何物體（包括機械）；岡比的父母，岡布（Gumbo）和岡芭（Gumba）；和他的寵物狗諾皮（Nopey），其全部詞彙都是英語單詞“Nope”。1988年的聯賣系列劇增加了岡比的妹妹敏佳（Minga）、乳齒象朋友德納利（Denali）和公雞朋友提莉（Tilly）。

## 歷史

### 1953－1969年：起源
岡比於1950年代初由阿特·克洛基在完成南加州大學的電影藝術學院後創作。
克洛基的第一部動畫電影是1953年的一部名為《黏土狂想曲》的3分鐘學生電影，這是一部超現實的蒙太奇電影，模仿迪士尼的電影《幻想曲》，隨著音樂移動和擴展粘土塊。《黏土狂想曲》是按照克洛基的南加州大學教授斯拉夫科·沃卡皮克教授的“動覺”風格創建的，被描述為“對眼細胞的按摩”（massaging of the eye cells）。岡比的大部分外觀和感覺都受到這種攝影機移動和剪輯技術的啟發。
1955年，阿特·克洛基將《黏土狂想曲》展示給電影製片人山姆·英格爾（Sam Engel），後者鼓勵他通過將人物動畫化為兒童故事來發展自己的技術。克洛基向前推進，製作了以岡比為主角的試播集。
“岡比”這個名字來自於阿特·克洛基祖父母農場發現的泥土，他的家人稱之為“gumbo”。岡比的出現靈感來自他的妻子茹絲（Ruth，本名帕坎德，Parkander）的建議，即岡比應該以薑餅人為原型。然後選擇了綠色，因為克洛基認為它既是種族中立的，也是生命的象徵。出於務實的原因，岡比的腿和腳都變寬了。他們確保角色在定格動畫拍攝期間會站起來。岡比著名的斜頭是根據阿特·克洛基的父親查爾斯·法靈頓（Charles Farrington）在一張舊照片中的髮型而設計的。
阿特·克洛基的試播集被NBC執行長湯馬斯·沃倫·沙諾夫（Thomas Warren Sarnoff，RCA和NBC創始人大衛·沙諾夫的小兒子）看到，他要求克洛基再製作一個。第二集，《月球上的岡比》（Gumby on the Moon），在《你好杜迪秀》上大受歡迎，導致湯瑪斯在1955年訂購了一個名為《岡比秀》（The Gumby Show）的系列。1955年和1956年，NBC播出了25集11分鐘的劇集。在早期劇集中，岡比的聲音由該劇藝術總監艾爾·艾格斯頓（Al Eggleston）的妻子茹絲·艾格斯頓（Ruth Eggleston）配音，直到達拉斯·麥肯儂於1957年擔任。岡比最好的朋友，一匹名叫波奇的橙紅色小馬在最早的劇集中出現。由於其形式多樣，《岡比秀》不僅有克洛基的木偶電影，還有採訪和遊戲。在此期間，該節目歷經兩位主持人羅伯特·尼科爾森和平基·李的接續。
1959年，《岡比秀》引入廣播聯賣組織，並在1960年代製作了更多劇集。製作從好萊塢開始，1960年轉移到格倫多拉 的一個更大的工作室，直到1969年製作結束。在此期間，岡比主要由諾瑪·麥克米倫配音，偶爾由金妮·泰勒代班。該部卡通短片引入了新角色，包括一條名為小藍（Goo）的藍色美人魚和一隻名為派克（Prickle）的黃色恐龍。

### 1982－1989年：復出
從1982年開始，岡比在《週六夜現場》被艾迪·墨菲模仿。根據艾迪·墨菲的戲仿，當電視攝影機關閉時，可愛的岡比恢復了他的真實自我：一個脾氣暴躁、吸雪茄的名人，對製作主管要求很高。每當高管們拒絕屈服於他的要求時，岡比就會通過說“我是岡比，該死！”（I'm Gumby, dammit!）來維護他的明星地位，同時帶有誇張的猶太口音。據阿特的兒子約瑟夫·克洛基（Joseph Clokey）說，他和阿特都“認為艾迪在他扮演這個角色的方式上是個天才”。1987年，最初的岡比短片在家庭媒體中得到了復出。次年，岡比出現在《木偶卡通大電影》中。 
這部新的形象導致了該系列的轉世，該系列由99集新的7分鐘劇集組成，於1988年與「Lorimar-Telepictures」合作為電視聯賣製作。達拉斯·麥肯農在新的冒險中回歸為岡比配音，岡比和和他的朋友們在其中超越了他們的玩具類型設置，並建立了自己的樂隊。《岡比歷險記》（Gumby Adventures）還包括新角色，例如岡比的妹妹敏佳（Minga），一隻名叫德納利（Denali）的乳齒象和一隻名叫提莉（Tilly）的雞。
除了新劇集，該系列還包括1950年代和1960年代的短片，但帶有新的音訊。聲音被重新錄製，原始音樂被傑瑞·格柏（Jerry Gerber）1988年系列的合成器樂譜所取代。法律問題阻止了阿特·克洛基更新原始國會唱片製作曲目的權利。

### 1990－2021年：劇情片和重播
從1992年開始，尼克兒童頻道和卡通頻道等電視頻道重播了岡比劇集。1995年，阿特·克洛基的製作公司製作了一部獨立發行的戲劇電影《岡比電影版》，標誌著該角色的第一次長篇冒險，《膽小狗英雄》的創作者約翰·迪爾沃思作為電影的動畫顧問。在其中，邪惡的方塊頭兄弟用機器人取代了岡比和他的樂隊，並綁架了他們的狗「Lowbelly」 。這部電影以開玩笑的方式向科幻電影致敬，例如《星際大戰》、《魔鬼終結者》和《2001太空漫遊》。1998年，岡比劇集“Robot Rumpus”在《神秘科學戲院3000》上播出。
2007年3月16日，YouTube宣布所有岡比劇集都將在其網站上以完整的形式出現，並以集數方式重新製作並附有原聲帶。這筆交易還擴展到其他影片網站，包括AOL。2007年3月，KQED電視台播放了長達一小時的紀錄片《Gumby Dharma》作為其真正的黏土動畫系列的一部分。除了詳細介紹阿特·克洛基的生活和工作，這部電影還展示了岡比和波奇的新動畫。對於這些序列，動畫師史蒂芬 A. 巴克利（Stephen A. Buckley）為岡比配音，而克洛基重新配音了波奇的角色。
2012年，MeTV開始在週末早上在其週末早上的動畫時段中播放岡比。該節目一直是該頻道節目的一部分，直到年底。

### 2022年至今：福斯版權所有
2022年2月，默多克家族旗下福斯公司的製作部門福斯娛樂集團宣布，已從阿特的兒子約瑟夫·克洛基（Joseph Clokey）手中收購了岡比的知識產權，包括“電影、電視和串流媒體、產品、許可、出版和所有其他類別”，計劃在線上和數位平台上推出新系列，同時增加其免費流媒體平台Tubi上可用經典的岡比資料。

## 迴響和紀念
1993年，《電視指南》在慶祝電視40週年的發行中將岡比評為1950年代最佳卡通系列。
從1994年開始，國會圖書館將岡比用作《書籍歷險記：岡比的世界》（Adventures into Books: Gumby's World）的“代言人”，這是一個巡迴展覽，宣傳了1997年至2000年期間圖書中心的全國閱讀活動。到1990年代末，岡比和波奇還出現在各種玉米片和麥片廣告中，最著名的是「Frosted Cheerios」。
2006年8月4日，亞特蘭大木偶藝術中心開設了《阿特·克洛基的岡比：五十週年特展》（Art Clokey's Gumby: The First 50 Years）。該展覽展示了許多原始木偶和佈景，以及阿特·克洛基電影的放映。該活動由“TDA Animation”的大衛·舍夫（David Scheve）和“Premavision”的喬·克洛基（Joe Clokey）構思，是在全國各地開放的幾個展覽之一，以慶祝《岡比秀》五十週年。當年還出版了兒童讀物《岡比走向太陽》（Gumby Goes to the Sun），以紀念這一週年。這本書最初是由阿特·克洛基的女兒霍莉·哈曼（Holly Harman）在1980年代創作的（她在1980年代為岡比的妹妹敏佳配音）。
2007年，岡比漫畫系列被提名為兩項艾斯納獎，最佳新系列和年輕觀眾最佳出版物，並獲得了後者。
2011年10月12日，Google通過塗鴉向阿特·克洛基的90歲生日致敬，其中粘土球變成了劇中的角色。塗鴉由一個帶有“G”的玩具積木和五個Google顏色的粘土球組成。點擊每個球會顯示方塊頭兄弟、派克、小藍、岡比和波奇。

## 争议
中华人民共和国上海市举办的上海世博会，其官方吉祥物海宝被媒体和网民质疑是抄袭了岡比的形象，但被其台湾设计师否认。